# Paraliochthonius johnstoni
Paraliochthonius johnstoni is een bastaardschorpioenensoort uit de familie van de Chthoniidae. De wetenschappelijke naam van de soort is voor het eerst geldig gepubliceerd in 1923 door Chamberlin.